# Cantone di Dole-Nord-Est
Il Cantone di Dole-Nord-Est era una divisione amministrativa dell'arrondissement di Dole.
A seguito della riforma approvata con decreto del 17 febbraio 2014, che ha avuto attuazione dopo le elezioni dipartimentali del 2015, è stato soppresso.

## Composizione
Comprendeva parte della città di Dole e i comuni di:
- Biarne
- Champvans
- Foucherans
- Monnières
- Sampans
- Villette-lès-Dole